# Fringe
Fringe és una sèrie de televisió de ciència-ficció creada per J. J. Abrams, Alex Kurtzman i Roberto Orci. La sèrie es va estrenar el 9 de setembre de 2008 a la Fox als Estats Units i a CTV al Canadà. Una versió del pilot va ser estrenada en la Nine Network d'Austràlia el 17 de setembre del mateix any. Per la seva part, es va estrenar a Irlanda l'1 d'octubre al canal (Irlanda), a Suècia el 2 d'octubre a Kanal 5, a la Gran Bretanya el 5 d'octubre a Sky1, el 28 de desembre a Espanya al Canal +, l'1 de gener a Noruega, el 5 de gener a Finlàndia i el 17 de març a Hispanoamèrica.
Juntament amb la nova sèrie de Joss Whedon, Dollhouse, Fringe és part d'una nova iniciativa de la cadena Fox coneguda com a "Remote-free TV⁣". Durant la primera temporada, els episodis de Fringe són més llargs que els de les sèries de drama normals. Es va emetre sense la meitat d'anuncis, afegint prop de sis minuts de durada per capítol.
La sèrie tracta d'un científic i investigador anomenat Walter Bishop (descrit com un "Frankenstein barrejat amb Albert Einstein" i que està representat per (John Noble), el seu fill Peter Bishop (Joshua Jackson), i una agent de l'FBI, Olivia Dunham (Anna Torv) qui aconsegueix reunir-los després de 17 anys separats. La sèrie és descrita com una barreja entre The X-Files, Altered States, The Twilight Zone i Dark Angel.
En català, TV3 estrenà Fringe el 7 d'octubre de 2010. A més a més, s'han fet reemissions pel Canal 3XL.

## Argument
Un estrany accident d'avió és el punt de partida, en el qual l'agent de l'FBI Olivia Dunham (Anna Torv) sol·licitarà l'ajuda del científic Walter Bishop (John Noble), que porta tancat en una institució psiquiàtrica durant 17 anys. L'única forma de sortir és que un parent proper ho demani i aquest serà el seu fill Peter (Joshua Jackson), que no té cap mena de relació amb el seu pare. Junts, en la divisió Fringe de pseudociència, o ciència límit, començaran a investigar una sèrie d'esdeveniments estranys que succeeixen al voltant del món, coneguts com El Patró.

## Personatges

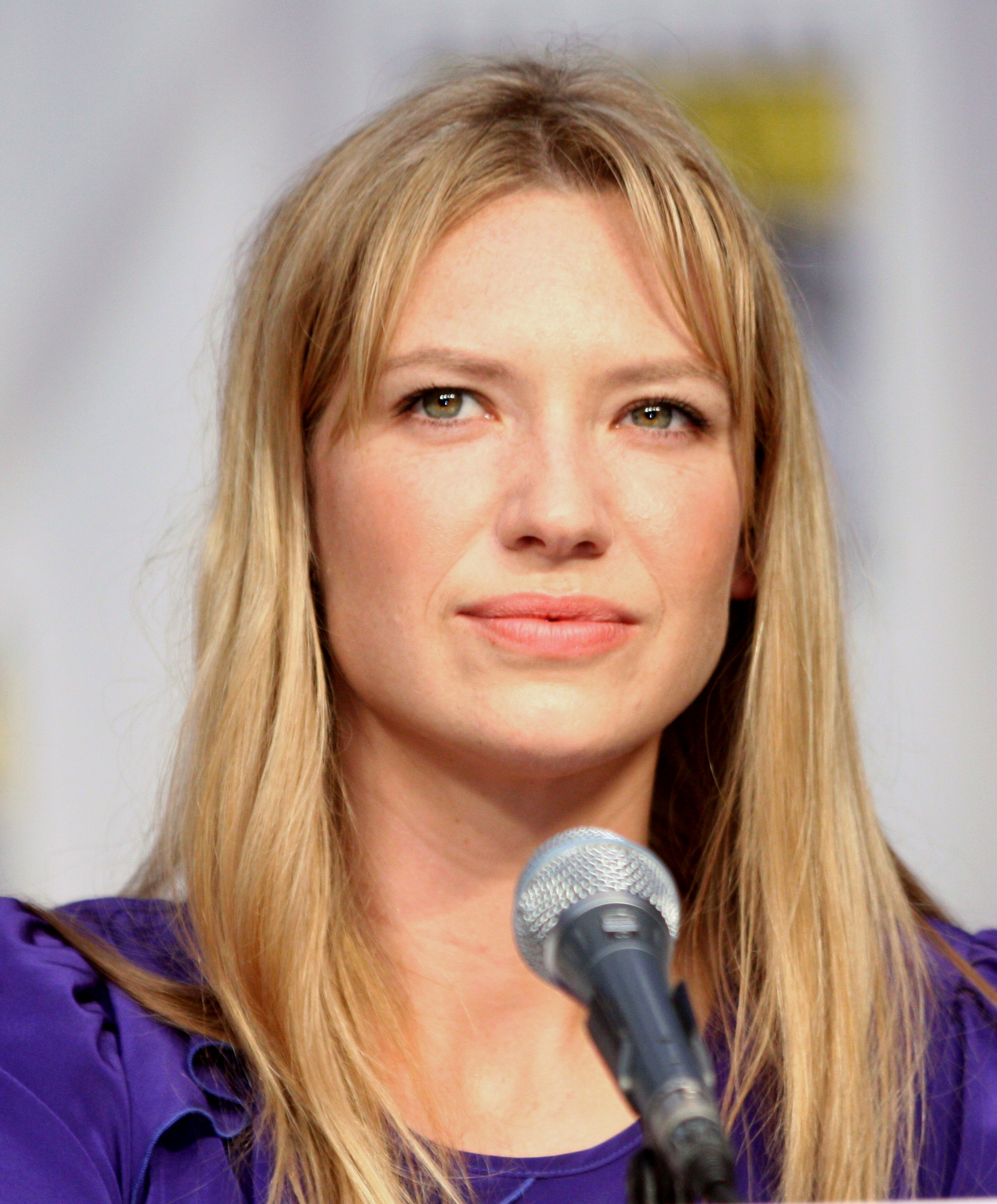
Anna Torv

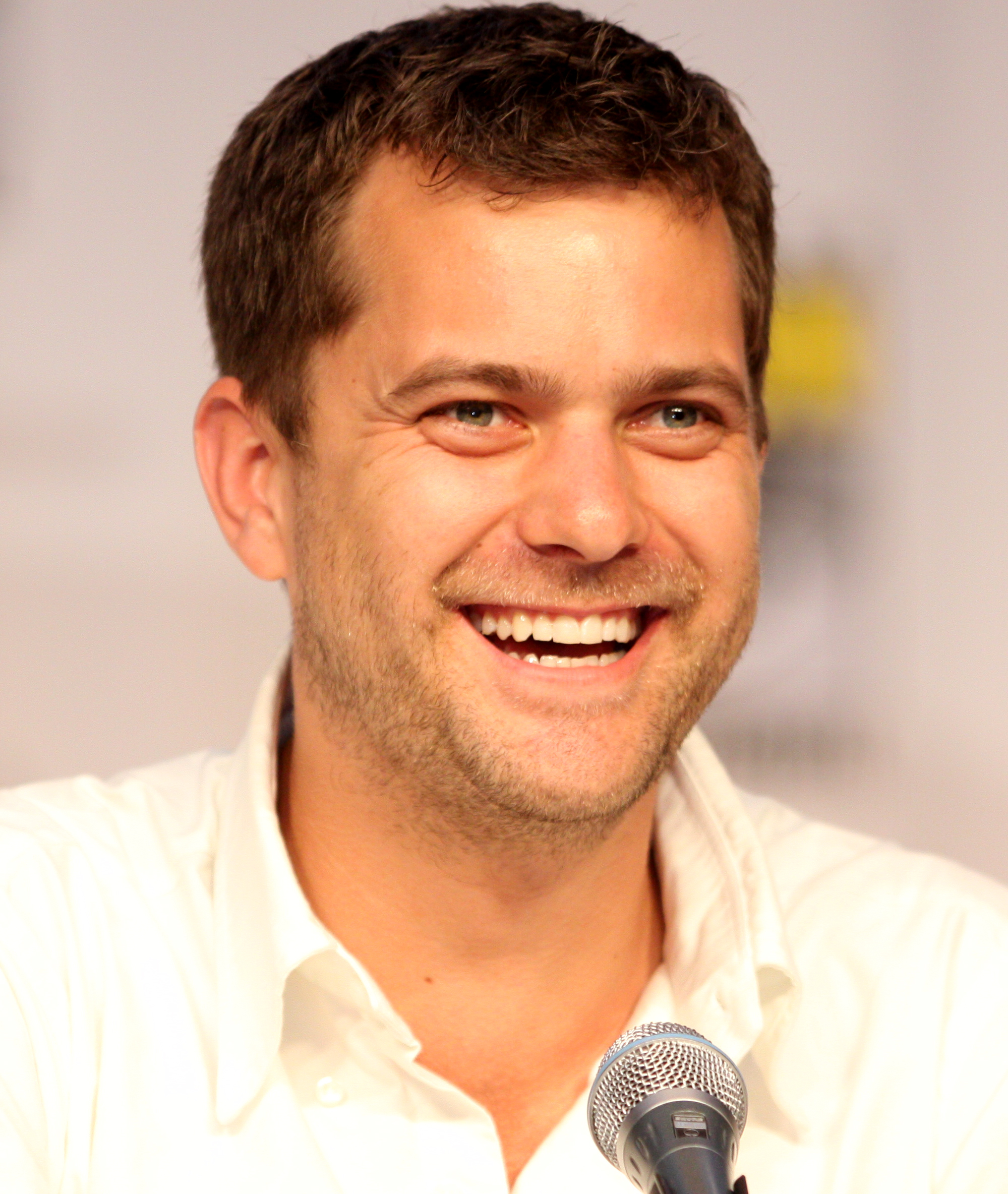
Joshua Jackson

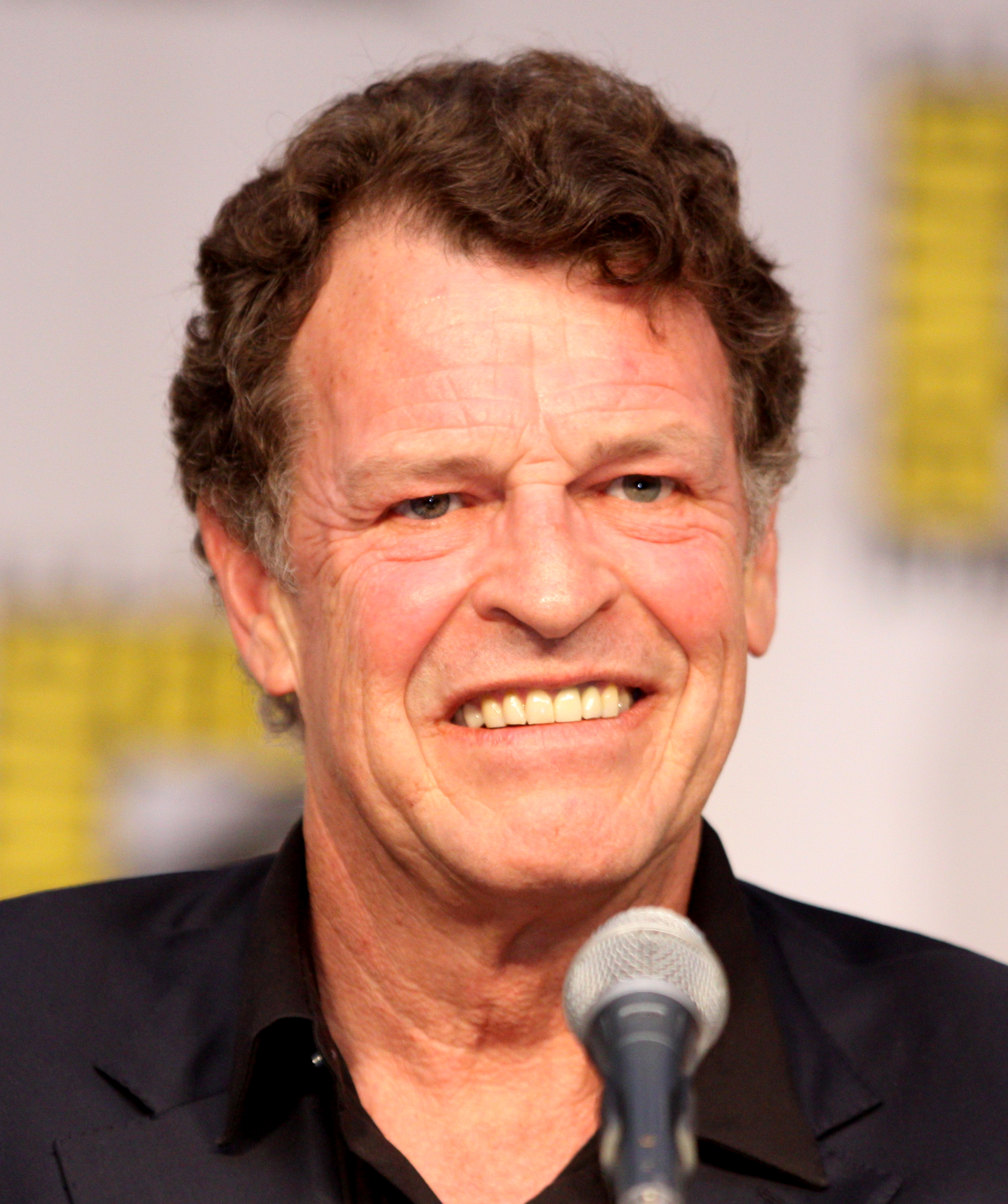
John Noble

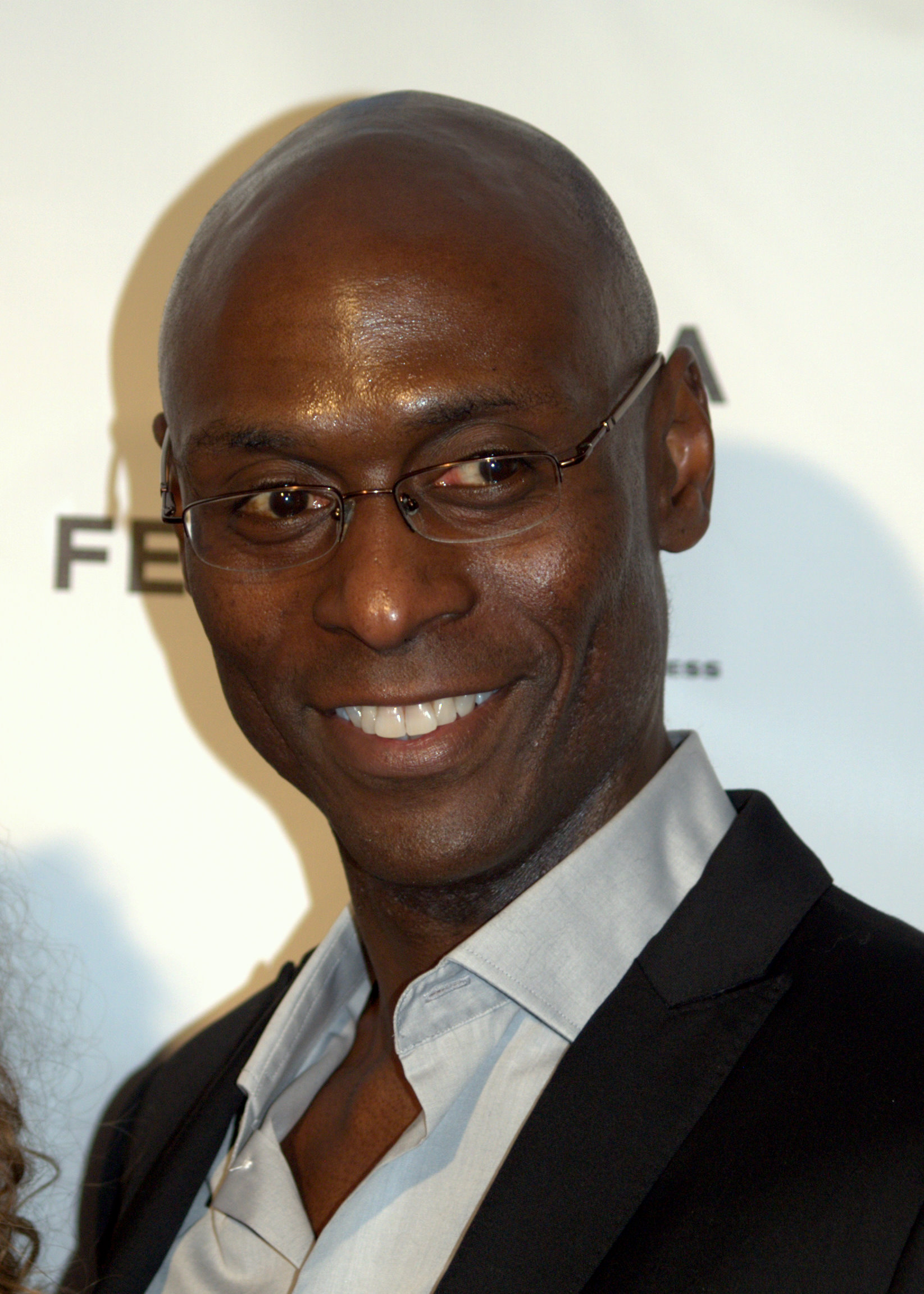
Lance Reddick

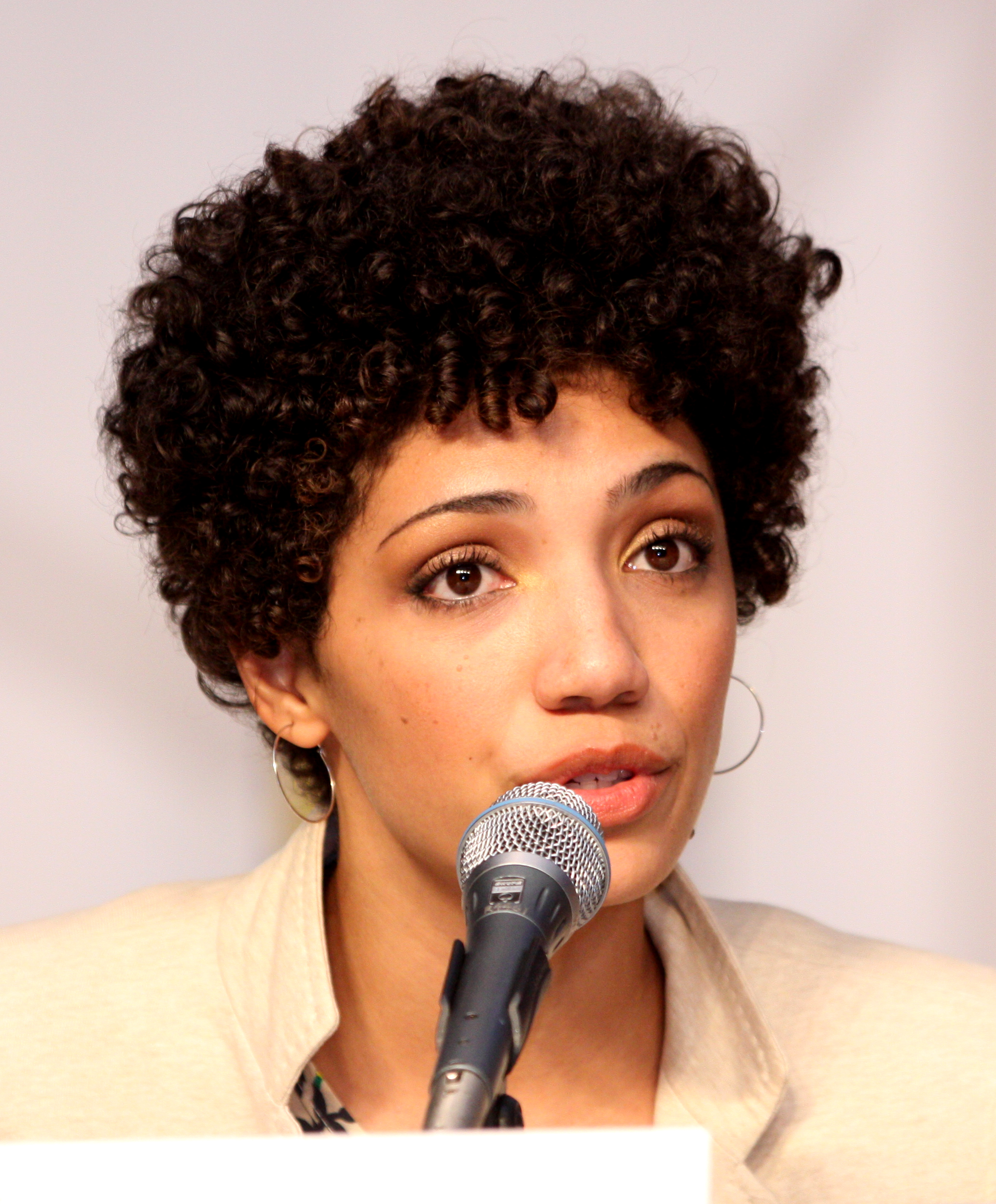
Jasika Nicole

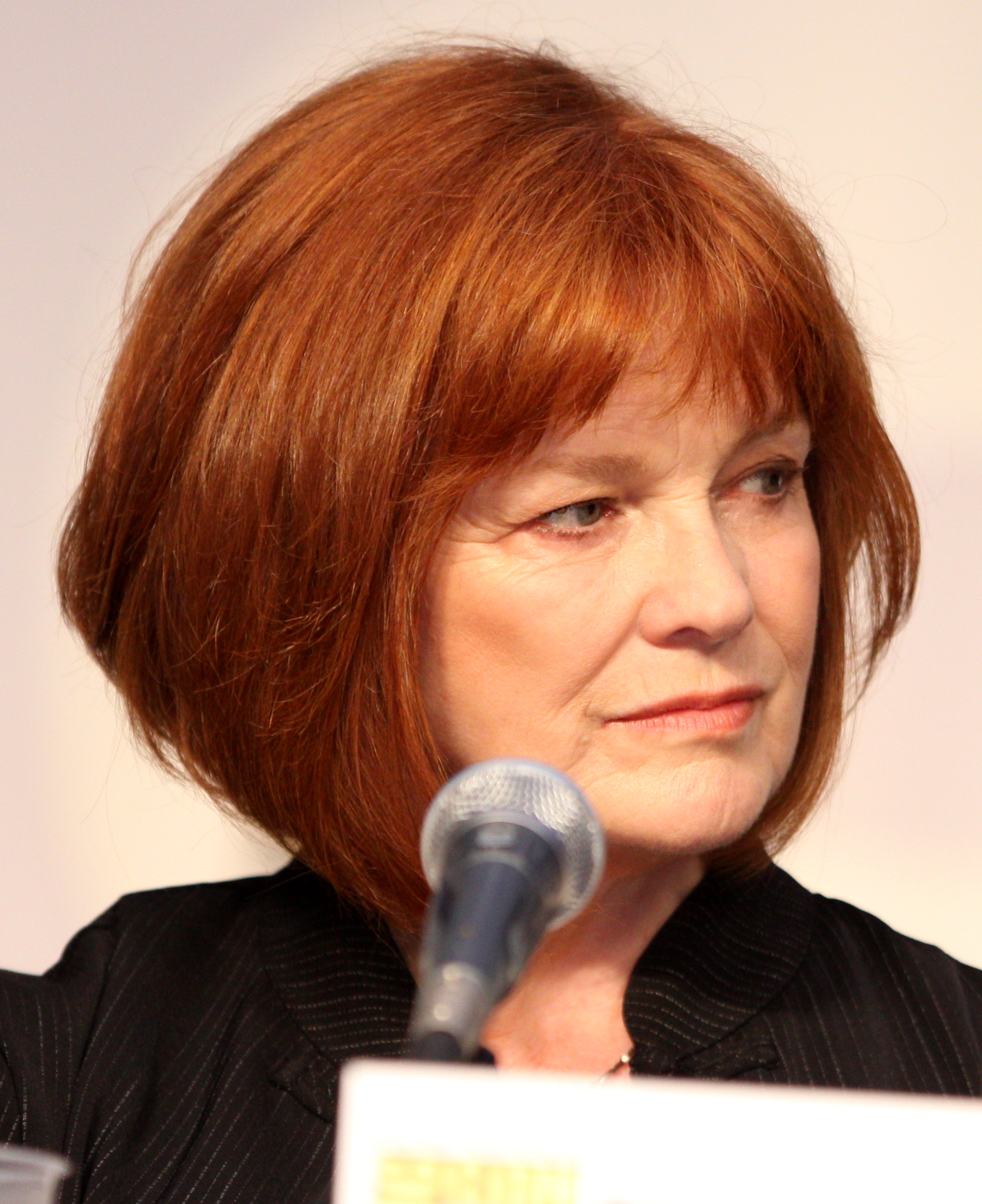
Blair Brown

- Olivia Dunham (Anna Torv) és una jove agent de l'FBI que, per salvar el company de qui està enamorada, decideix unir-se al doctor Bishop i el seu fill Peter. Li costa fer front al treball i l'estrès que aquest comporta. Els seus superiors saben que té molt potencial i, per això, Nina Sharp vol que s'uneixi a Massive Dynamics.

- Peter Bishop (Joshua Jackson) és el fill d'en Walter Bishop. Un home amb una intel·ligència superior a la mitjana que ha estat expulsat del MIT per falsificació i té diversos deutes amb la màfia. La seva presència sol ser necessària per mantenir el seu pare -que crida pel seu nom de pila i que va mantenir en una institució psiquiàtrica durant 17 anys- lúcid.

- Walter Bishop (John Noble) és el pare d'en Peter i un important científic que va ser acusat d'homicidi sense premeditació fa gairebé dues dècades. Va estar internat durant 17 anys en una institució psiquiàtrica. Amb l'ajuda d'en Peter és donat d'alta gràcies al fet que pot ser d'utilitat en una investigació de l'FBI. Té un comportament bastant excèntric i estrany. En Walter és una mica miop i es meravella amb els avenços tecnològics. Sol ser la font de frustració i problemes per a la resta de personatges, però té un insubstituïble coneixement de la tecnologia i el comportament humà. A més, el doctor mai no recorda el nom de la seva ajudant Astrid, la qual li ha de recordar el seu nom diverses vegades.

- Astrid Farnsworth (Jasika Nicole) és una agent federal, assistent d'Olivia i ajudant d'en Walter, que col·labora a la divisió Fringe.

- Philip Broyles (Lance Reddick) és un agent de Seguretat Nacional que dirigeix la divisió Fringe, establerta per investigar una sèrie d'esdeveniments paranormals terroristes.

- Charlie Francis (Kirk Acevedo) és un dels amics i companys d'Olivia en l'FBI, que l'ajuda en les seves investigacions, encara que no forma part de l'equip Fringe.

- Nina Sharp (Blair Brown) és l'executiu en cap de Massive Dynamics. Ha treballat per a Massive Dynamics des de fa 16 anys i, gràcies a això, ha pogut curar-se un càncer i reemplaçar-se un braç per una pròtesi robòtica molt avançada. Aquesta estranya dona, que sap molt més del que sembla, mostra un cert amor maternal cap a Olivia, a la qual li deixa material de l'empresa perquè Massive Dynamics no formi part de l'opinió pública.

- L'observador (Michael Cerveris) és un home alt, avesat i sense celles que, a més de misteriós, observa els esdeveniments que pertanyen al Patró. Té una gana voraç i sembla tenir una inclinació pel picant. És incapaç d'assaborir el que menja i tampoc no mostra emocions. Encara que té un posat d'indiferència cap als altres, pot llegir la ment de terceres persones -com a en Walter i a en Peter- als qui va conèixer en un accident de cotxe, després del qual els va salvar la vida.

- William Bell (Leonard Nimoy) és el creador i fundador de Massive Dynamics, a més d'haver sigut el company de laboratori durant molts anys de Walter Bishop. Es creu que és el responsable dels experiments científics en individus de prova que succeeixen al llarg de la sèrie.

### Personatges antics
- Durant els primers capítols de la primera temporada, Mark Valley va interpretar a en John Scott, un agent doble que era company d'Olivia. Aquesta, enamorada d'ell, fa tot el possible per salvar-li la vida després d'un estrany accident -que donarà peu a la creació de la divisió Fringe- i, una vegada mort, li serà de gran ajuda gràcies als seus records.

També, en un episodi, va actuar Marnie Schulenburg.

## Temporades
| Temporades | Temporades  | Episodis | Data original d'emissió | Última emissió    | Rànquing    |
| ---------- | ----------- | -------- | ----------------------- | ----------------- | ----------- |
|            | Temporada 1 | 20       | 9 de setembre, 2008     | 12 de maig, 2009  | #43         |
|            | Temporada 2 | 23       | 17 de setembre, 2009    | 18 de maig, 2010  | #58         |
|            | Temporada 3 | 22       | 23 de setembre, 2010    | 6 de maig, 2011   | Sense dades |
|            | Temporada 4 | 22       | 23 de setembre, 2011    | 11 de maig, 2012  | Sense dades |
|            | Temporada 5 | 13       | 28 de setembre, 2012    | 18 de gener, 2013 | Sense dades |

## Producció
Creada per J. J. Abrams, Roberto Orci i Alex Kurtzman Fringe està produïda per Bad Robot en associació amb Warner Bros. Television. La inspiració d'Abrams per a Fringe vingué de diverses fonts, incloent els llibres de Michael Crichton i la sèrie de televisió The X-files, Altered States, i The Twilight Zone.
Jeff Pinkner va ser seleccionat per ser el director i productor delegat. Abrams confiava en Pinkner després d'haver treballat junts en sèries com Alias i Lost. Michael Giacchino, col·laborador freqüent d'Abrams, és el compositor de la banda sonora de Fringe, encara que el mateix Abrams va ser qui va escriure el tema principal de la sèrie.

## Premis
- Premis Saturn 2009

Nominada com a millor sèrie de televisió; nominada Anna Torv com a millor actriu de televisió.
- Premis Saturn 2010

Nominada com a millor sèrie de televisió; nominada Anna Torv com a millor actriu de televisió; nominat John Noble com a millor actor de repartiment en televisió; nominat Leonard Nimoy com a millor actor convidat en televisió.